# Franco Carrera

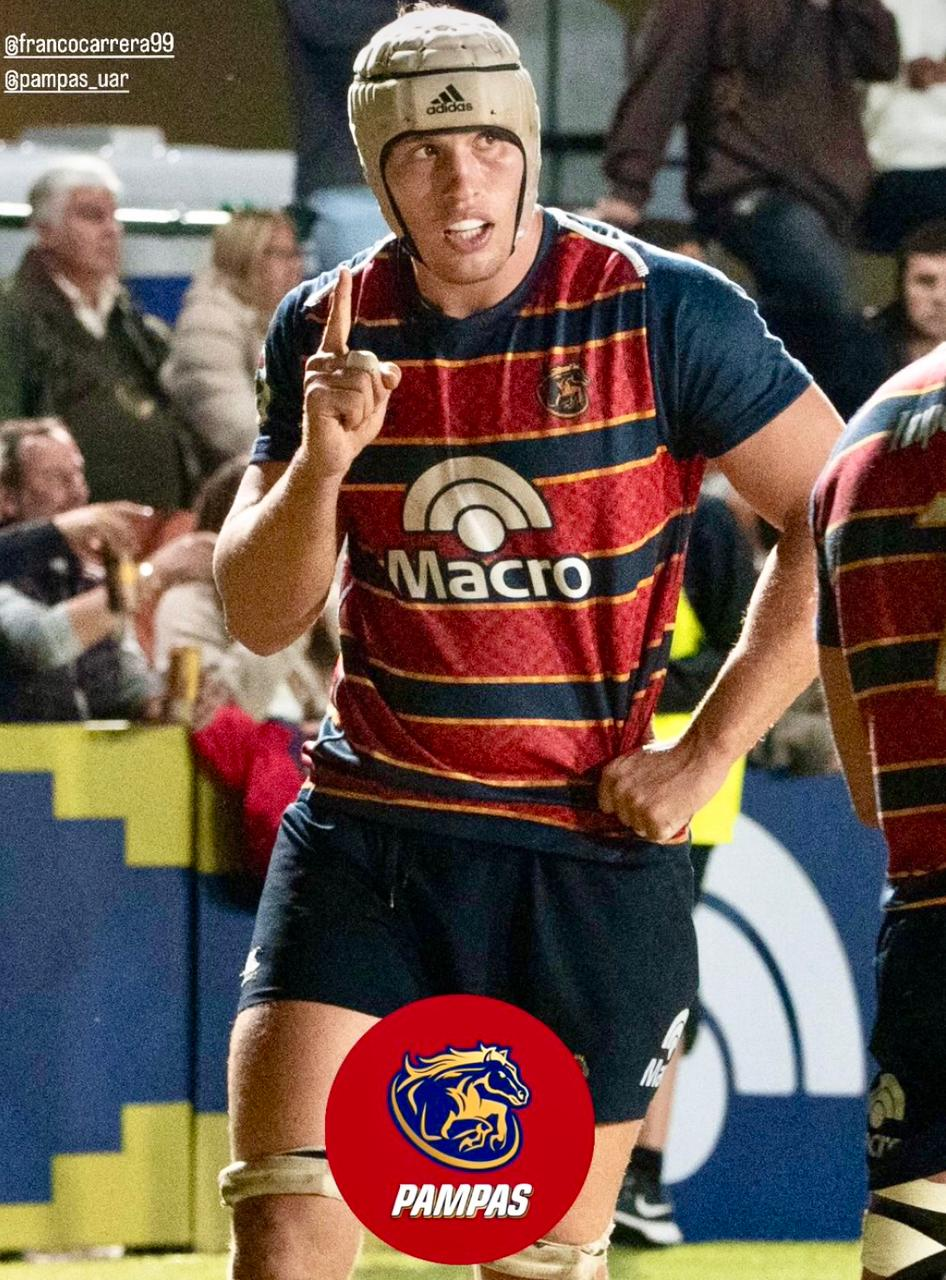
Franco Carrera - 2025

Franco Carrera (Buenos Aires, 2 de junio de 1999), es un deportista y jugador de rugby argentino. 

## Biografía
Jugador de rugby unión que se desempeña en el puesto de segunda línea, formado en el Club San Cirano (URBA) y que actualmente forma parte del plantel profesional de Pampas XV (UAR).
- Puesto: Segunda Línea

- Altura: 198cm
- Peso: 115kg

Debutó en Primera División del Club San Cirano en 2019
En 2021 se coronó Campeón del Torneo de Primera B, organizado por la URBA, logrando el ascenso a Primera A.
En 2022 obtuvo su primera citación a una Concentración Nacional Senior, organizado por la Unión Argentina de Rugby
En 2023 es contratado para integrar el Plantel Profesional de Pampas XV (UAR) para participar del Torneo  Super Rugby Americas 2023.
El 28 de abril de 2023 es seleccionado para representar al combinado Sudamérica XV en el triunfo 28 a 24 frente a Black Lion de Georgia.
Comenzando el 2024 firma con Cobras XV Brasil Rugby para participar en el Súper Rugby Americas 2024.
En septiembre de 2024 fue citado para la Selección ArgentinaXV de la Unión Argentina de Rugby, donde completa ambos partidos contra Brasil y Chile.
En el 2025, vuelve a firmar con la Unión Argentina de Rugby, integrando el Plantel de  Pampas XV para disputar el Super Rugby Américas 2025.
Nuevamente, es citado para la selección de Argentina XV para la ventana de julio de 2025.
En julio de 2025, es convocado por primera vez a participar de los entrenamiento con el plantel de Los Pumas como jugador de desarrollo.
En agosto de 2025 firma con Zebre Rugby por dos temporadas.

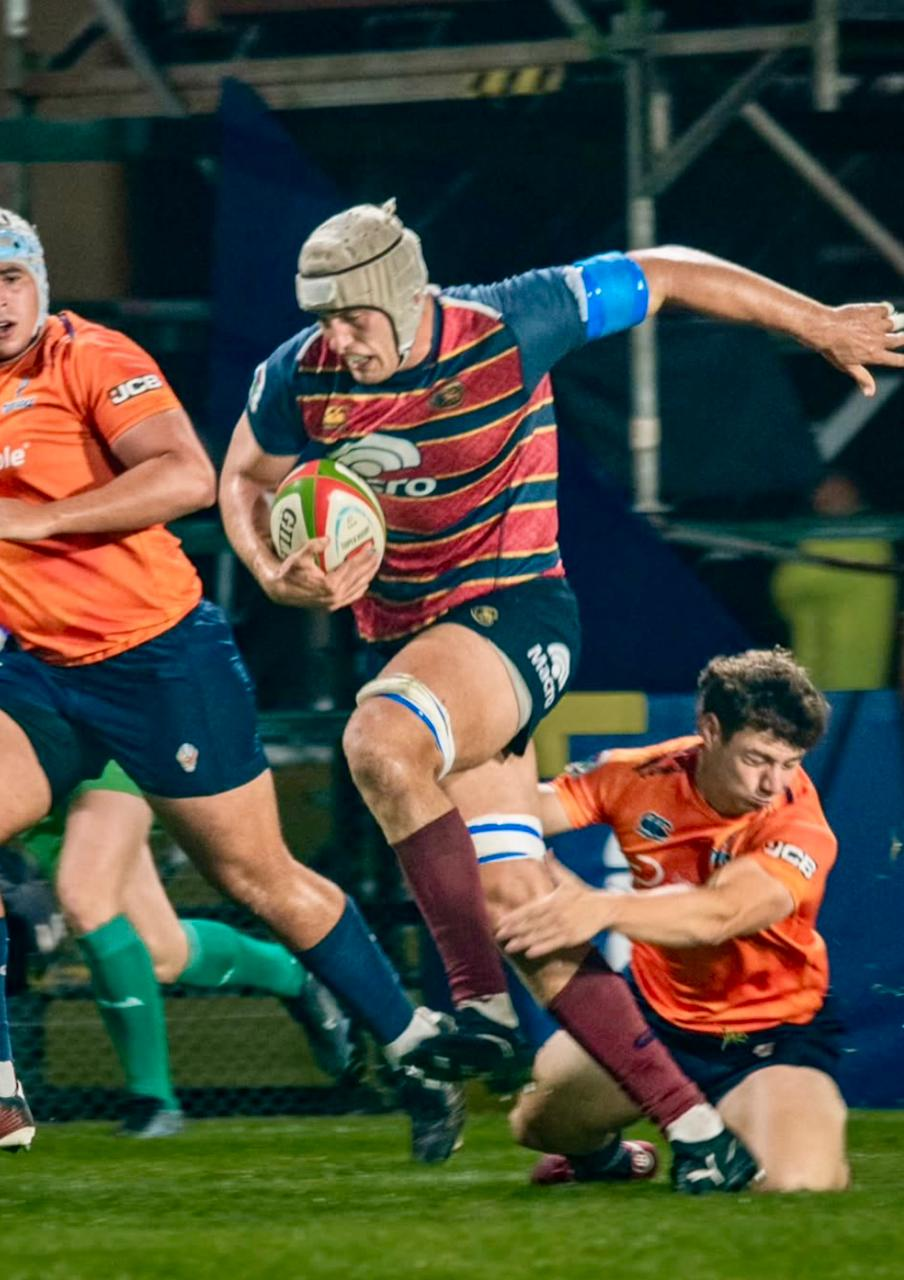
Franco Carrera - Pampas UAR 2025

1. ↑  La Nación (13 de mayo de 2023). «Pampas volvió a perder contra Selknam en el Super Rugby Americas y peligra la clasificación». Argentina. Consultado el 30 de enero de 2024.
2. ↑  espn (9 de marzo de 2023). «Reviví el amistoso completo entre Pampas y Hawks». Argentina. Consultado el 30 de enero de 2024.
3. ↑  espn (25 de junio de 2025). «Plantel de ArgentinaXV». Argentina. Consultado el 25 de junio de 2025.
4. ↑  ESPN. «Cambio en el plantel de Los Pumas contra Los Teros». Argentina. Archivado desde el original el 12 de julio de 2025. Consultado el 12 de julio de 2025.
5. ↑  «Cambio s en el Plantel de Los Pumas».
6. ↑  Zebre, Rugby (13 de agosto de 2025). «Franco Carrera desembarca en Zebre». Italia. Consultado el 19 de agosto de 2025.

## Galería

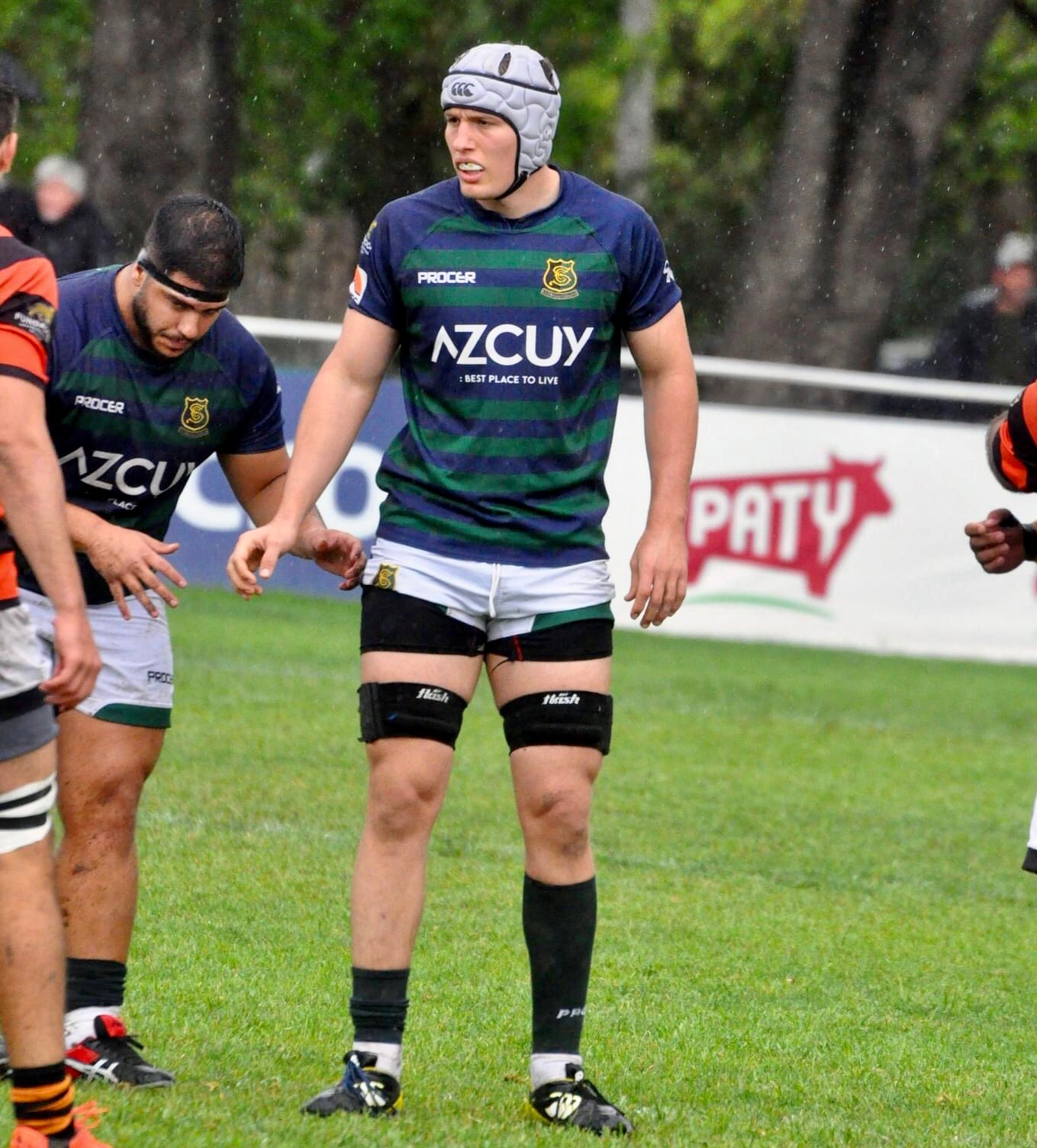
Club San Cirano 2022
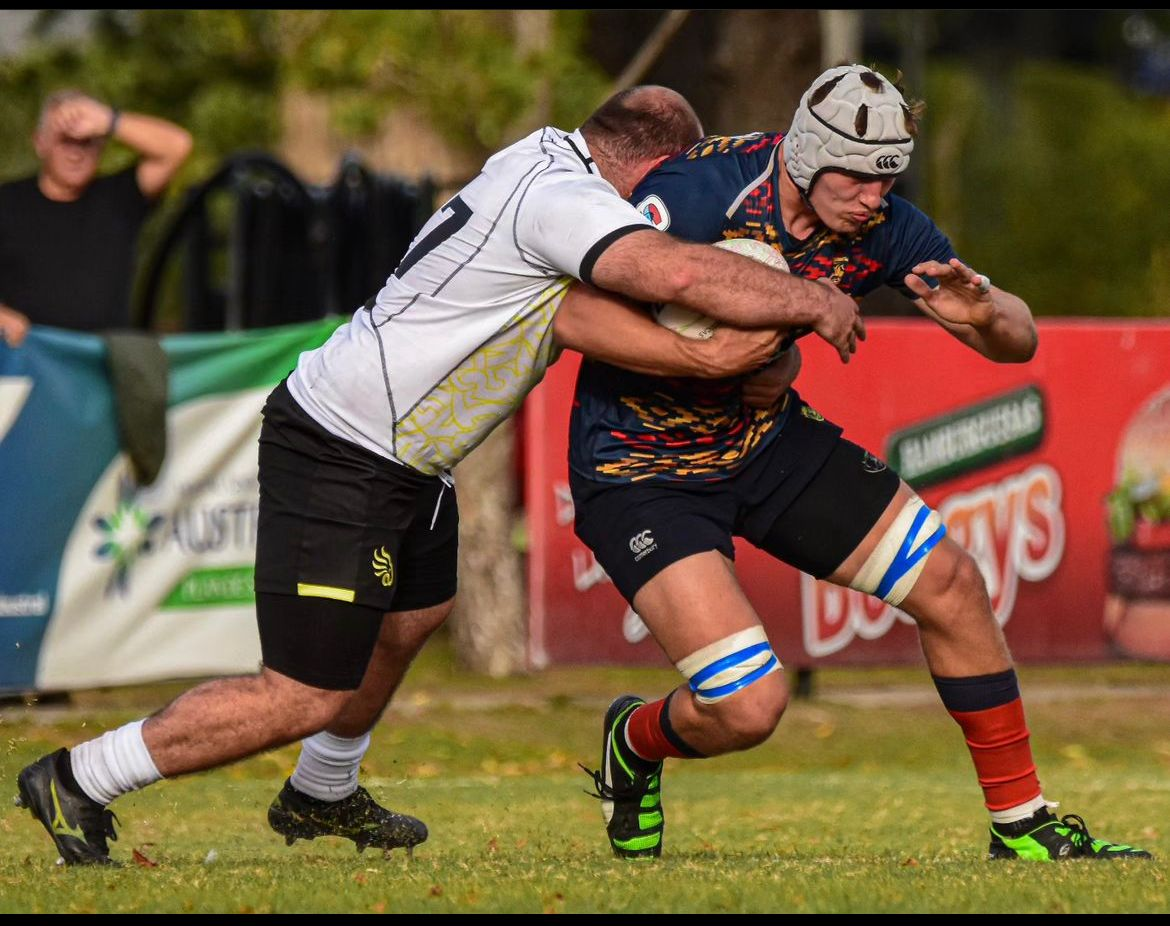
PampasXV 2023
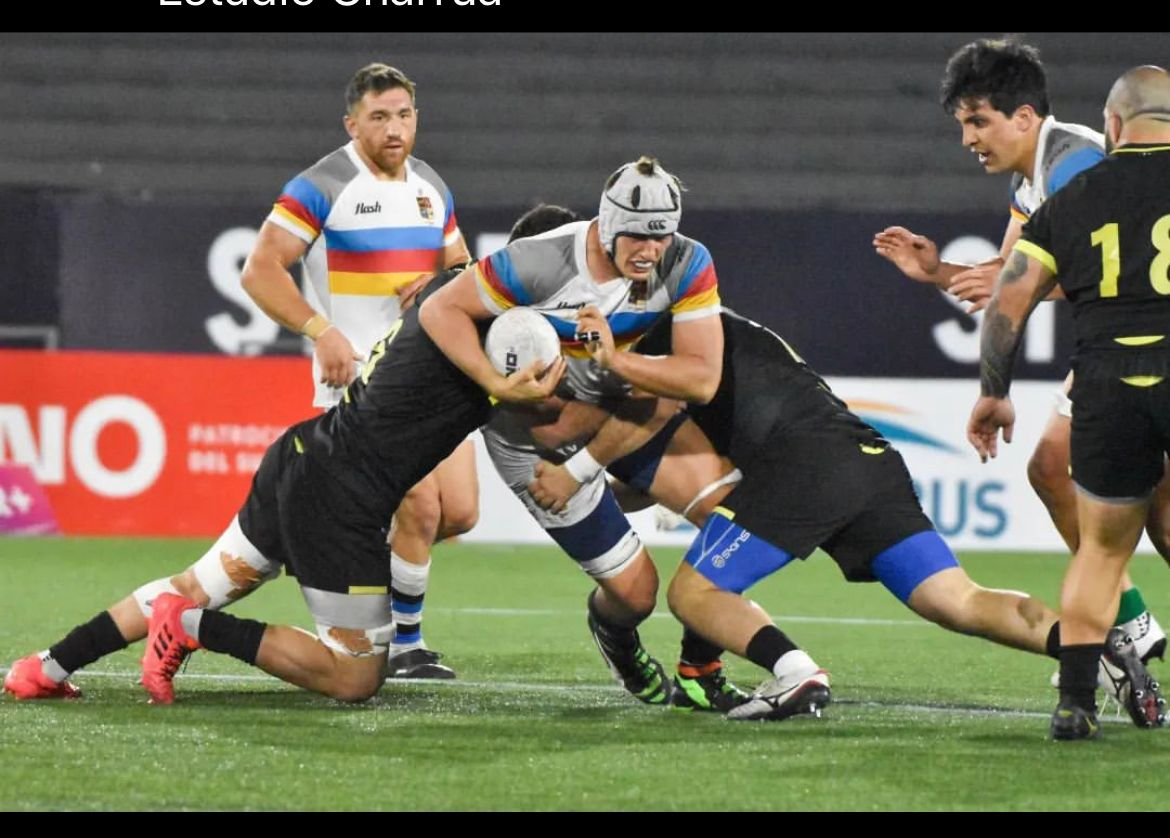
SudamericaXV 2023
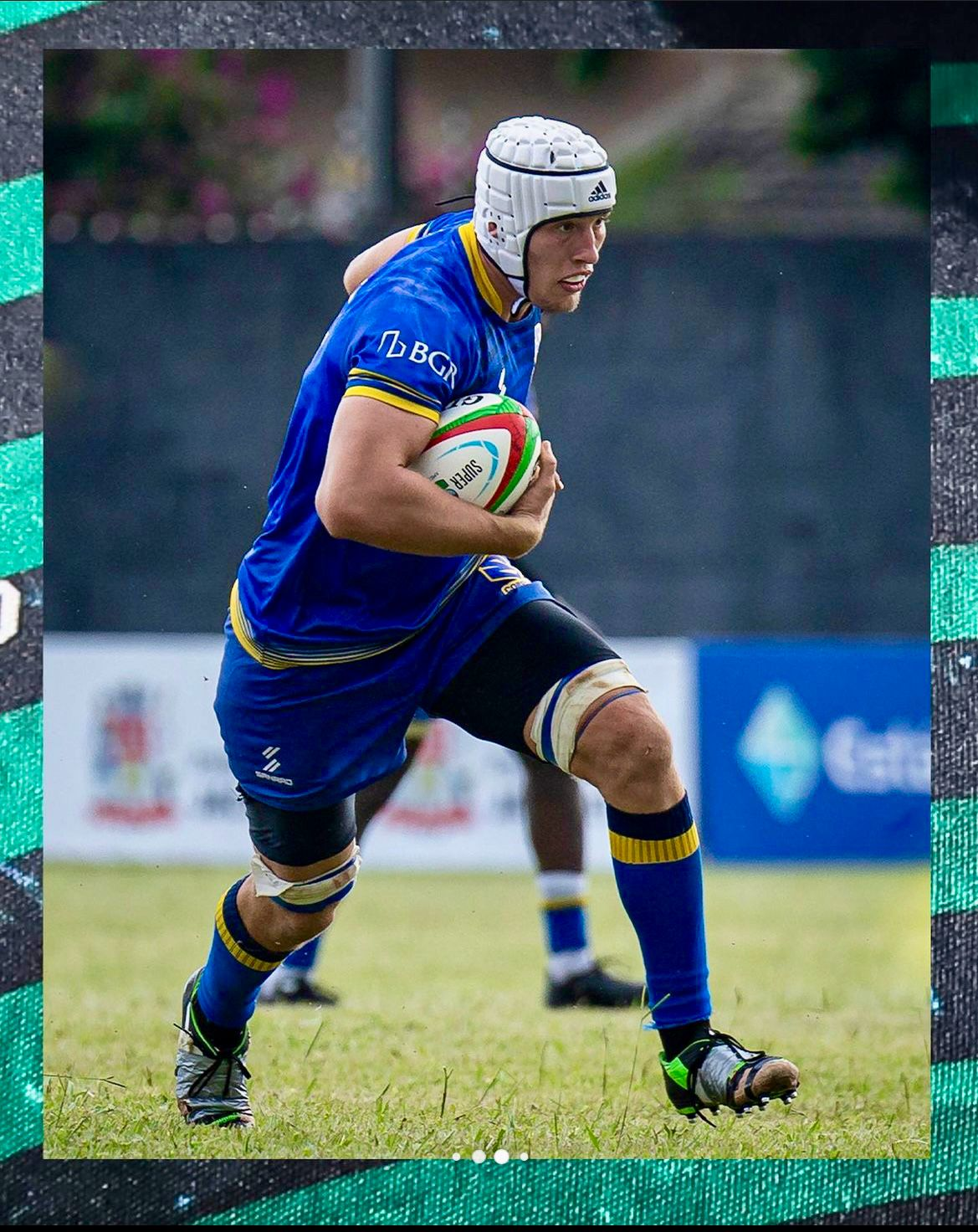
Franco Carrera - Cobras 2024
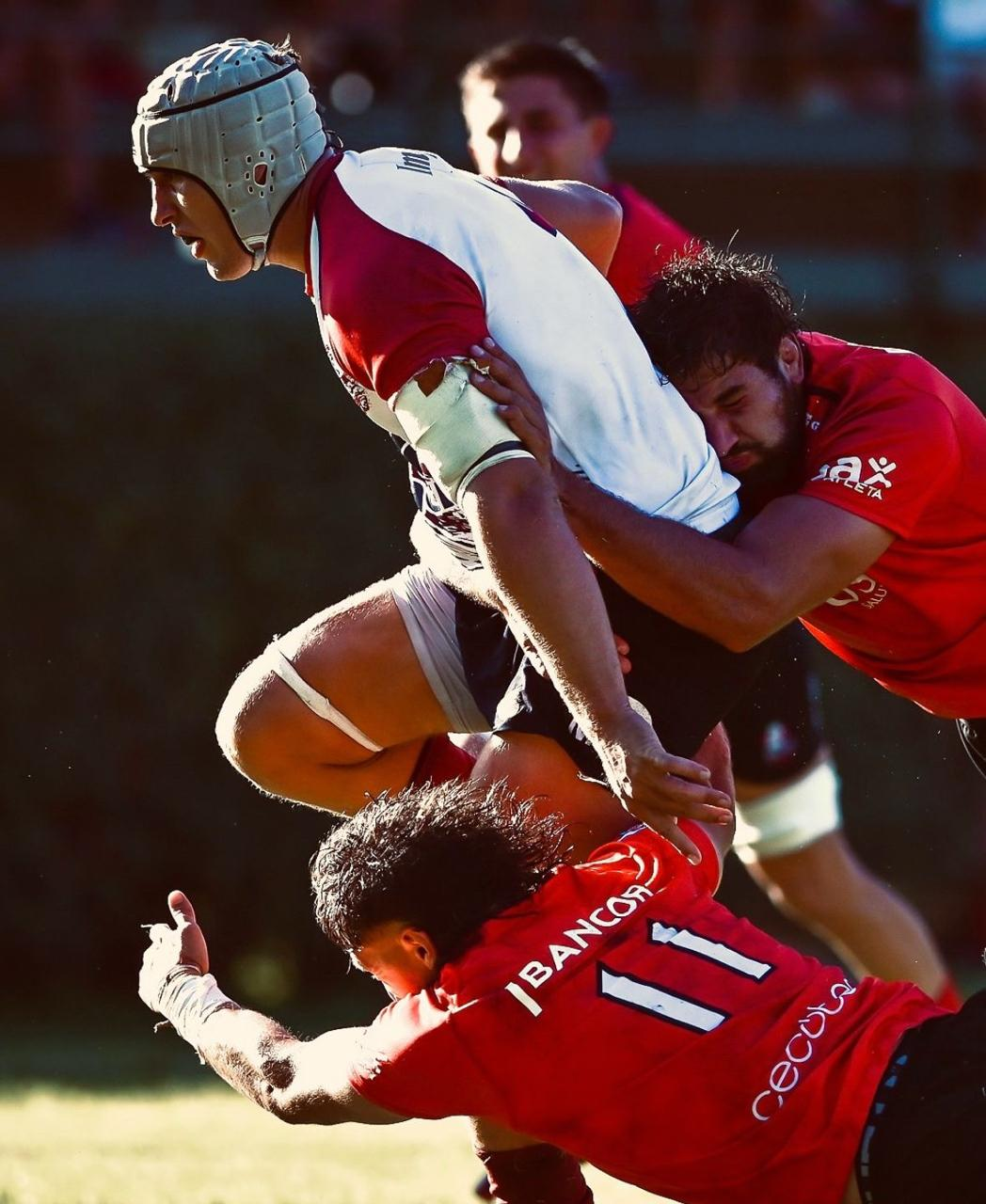
PampasXV - 2025
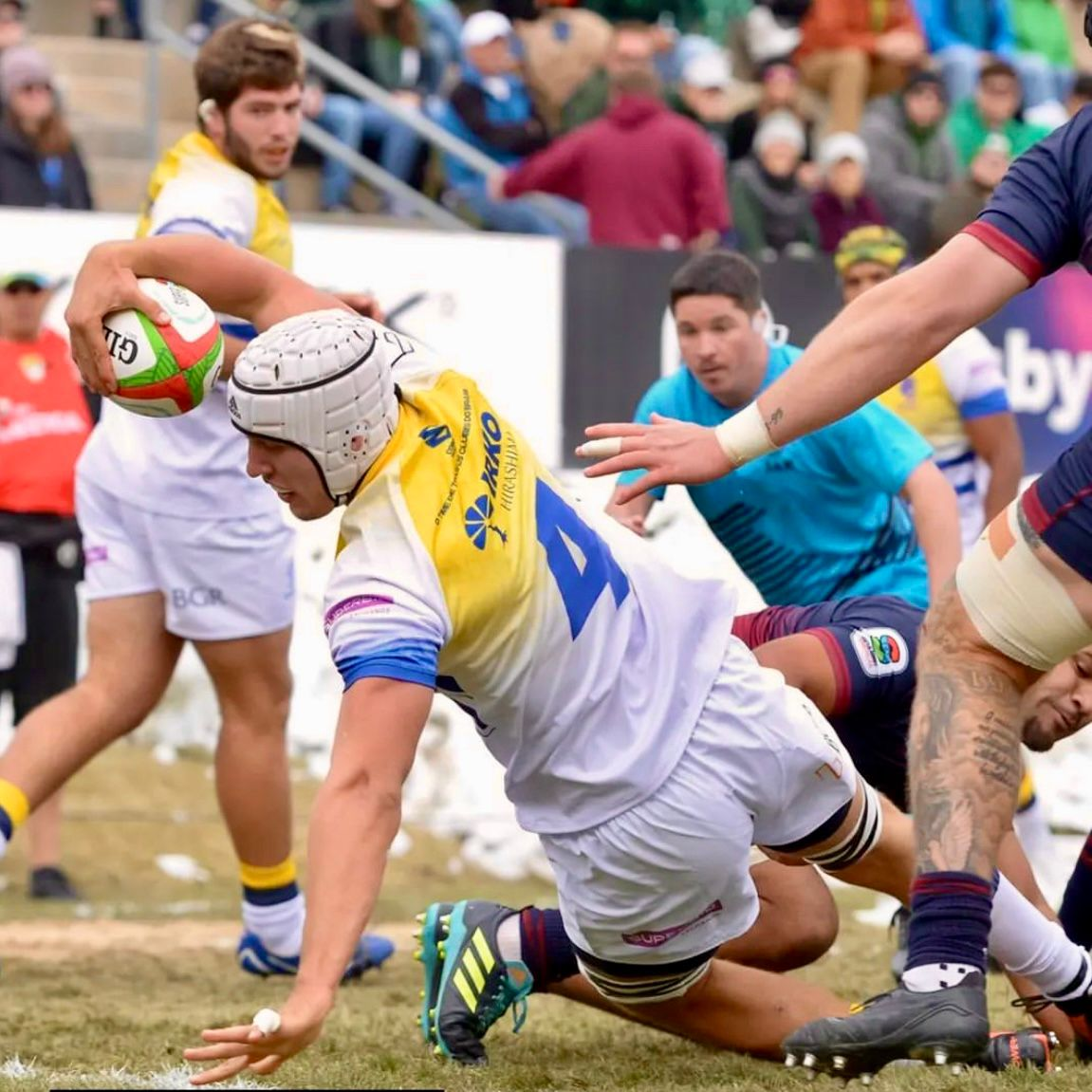
Try contra Raptors - SRA 2024
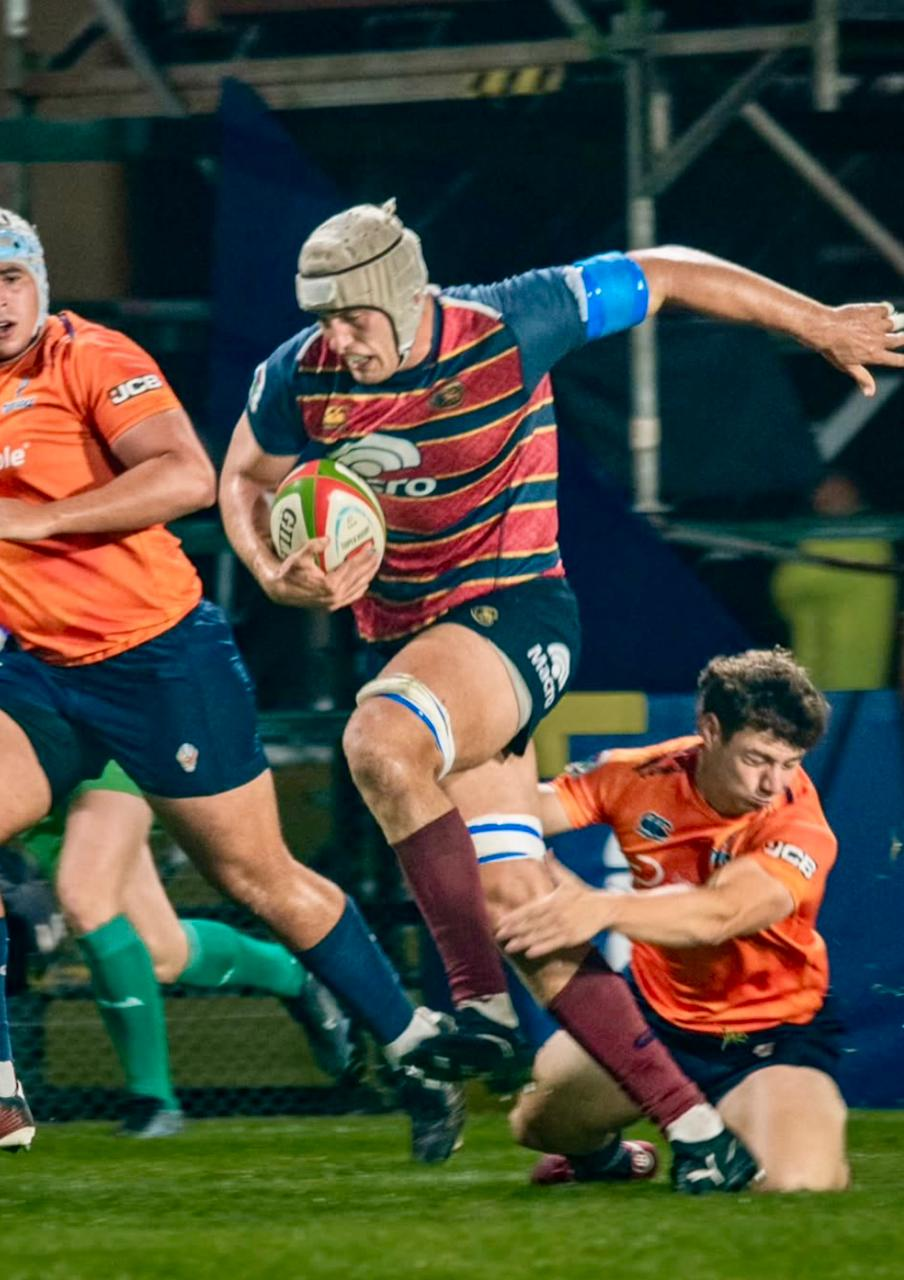
Pampas - SRA 2025